# Joep de Mol
Joep de Mol (10 december 1995) is een Nederlands hockeyer die uitkomt voor Oranje-rood (vroeger Oranje Zwart) en Jong Oranje. In 2015 beleefde De Mol zijn succesvolste seizoen tot nu toe, waarin hij landskampioen werd en de Euro Hockey League won met zijn club.
Joep de Mol speelde bij Berkel Enschot, Tilburg en Push. In het seizoen 2014/2015 maakte hij de overstap van Push naar Oranje Zwart.
Voor de finaleronde van de Hockey World League 2015, in India, werd De Mol voor het eerst geselecteerd voor het Nederlands elftal. Bondscoach Max Caldas haalde 
De Mol bij de selectie als vervanger van de geblesseerde Sander Baart.
De Mol studeert Communicatie en Informatiewetenschappen aan de Tilburg University.

## Erelijst Clubs
| Jaar | Competitie                       | Club         | Resultaat     |
| ---- | -------------------------------- | ------------ | ------------- |
| 2015 | Hoofdklasse hockey heren 2014/15 | Oranje Zwart | Landskampioen |
| 2016 | Hoofdklasse hockey heren 2015/16 | Oranje Zwart | Landskampioen |

| Jaar | Toernooi           | Plaats                 | Club         | Resultaat |
| ---- | ------------------ | ---------------------- | ------------ | --------- |
| 2015 | Euro Hockey League | Bloemendaal, Nederland | Oranje Zwart | Goud      |

## Erelijst Nationale Ploeg
| Jaar | Toernooi            | Plaats        | Resultaat |
| ---- | ------------------- | ------------- | --------- |
| 2015 | Hockey World League | Raipur, India |           |

Seve van Ass · 
Billy Bakker · 
Lars Balk · 
Pirmin Blaak · 
Thierry Brinkman · 
Jorrit Croon · 
Thijs van Dam · 
Jonas de Geus · 
Jeroen Hertzberger · 
Jip Janssen · 
Robbert Kemperman · 
Joep de Mol · 
Mirco Pruyser ·  
Glenn Schuurman · 
Mink van der Weerden · 
Sander de Wijn · 
Coach: Max Caldas
Seve van Ass ·  
Lars Balk ·  
Koen Bijen ·  
Pirmin Blaak ·  
Justen Blok ·  
Thierry Brinkman ·  
Jorrit Croon ·  
Thijs van Dam ·  
Jonas de Geus ·  
Steijn van Heijningen ·  
Tjep Hoedemakers ·  
Jip Janssen ·  
Floris Middendorp ·  
Joep de Mol ·  
Duco Telgenkamp ·  
Derck de Vilder ·  
Floris Wortelboer ·  
Steijn van Heijningen (invaller) ·  
Tijmen Reyenga (invaller) ·
Coach: Jeroen Delmee